# Agaricus clitocyboides
Agaricus clitocyboides är en svampart som beskrevs av Cooke & Massee 1887. Agaricus clitocyboides ingår i släktet champinjoner och familjen Agaricaceae.   Inga underarter finns listade i Catalogue of Life.